# Horacio Acosta
Horacio Acosta Marthe (Miami, 24 de octubre de 1990) es un beisbolista estadounidense que jugó como lanzador relevista en la organización de Miami Marlins para las Ligas Menores de Béisbol y la Selección de béisbol de Colombia.

## Carrera en Ligas Menores
Estuvo desde el 20 de mayo de 2015 en el Normal CornBelters de la Frontier League de clase Independiente en Ligas Menores en dos temporadas ganó 15 juegos, pidió 4 y salvó 1 con 115 ponches. En la temporada 2017 pasó a la organización de los Miami Marlins para el Jupiter Hammerheads en la Florida State League de Clase A+ donde lanzó 2.1 entradas en dos juegos siendo relevado al Batavia Muckdogs de Clase A- en la New York-Pennsylvania League donde ganó 1 juego en tres salidas.

## Clásico Mundial de Béisbol
Jugó con la Selección de béisbol de Colombia en los Clasificatorios del Clásico Mundial de Béisbol 2017, Acosta fue el único lanzador que apareció en los tres juegos. En el primer partido, relevó a Greg Nappo en la octavo entrada con una ventaja de 9-2 sobre España, en el último juego terminó como lanzador salvador para darle así la clasificación a su selección, lanzó un total de 2.2 entradas para una efectividad de 3.38 ERA

## Logros
- Liga Colombiana de Béisbol Profesional:
  - Campeón : 2013/14 con Tigres de Cartagena

- Juegos Centroamericanos y del Caribe:
  -  Medalla de bronce: 2018.

- Campeonato Sudamericano de Béisbol:
  -  Campeón: 2015
  -  Tercer lugar: 2016